# An Ba-ul
An Ba-ul (koreanska: 안바울), född den 25 mars 1994 i Anyang, är en sydkoreansk judoutövare.
Han tog OS-silver i de olympiska judo-turneringarna vid olympiska sommarspelen 2016 i Rio de Janeiro i herrarnas halv lättvikt. Vid olympiska sommarspelen 2020 i Tokyo tog An brons i halv lättvikt efter att ha besegrat Manuel Lombardo i bronsmatchen. Vid olympiska sommarspelen 2024 i Paris blev han utslagen i åttondelsfinalen i 66 kg-klassen av kazakiske Ghusman Qyrghyzbajev. An var även en del av Sydkoreas lag som brons i mixedlag.
An har även tagit en guldmedalj vid världsmästerskapen 2015 och två bronsmedaljer (2018 och 2022) samt två VM-brons i lagtävlingar (2017 och 2018). Han tog också en guldmedalj vid asiatiska spelen 2018 efter att ha vunnit över Joshiro Maruyama i finalen.